# Stève Stievenart
Pour les articles homonymes, voir Stievenart.
Stève Stievenart, né le 7 mai 1977 à Abbeville dans la Somme, est un nageur en eau libre français connu notamment pour sa traversée de la Manche en 2020. Il est le premier français à effectuer cette traversée aller-retour. Il réalise ensuite différentes performances à la nage comme la traversée du lac Baïkal ou le tour de l'île de Manhattan.

## Biographie

### Jeunesse
Stève Stievenart est né le 7 mai 1977 à Abbeville. Quand il a cinq ans, son grand-père l'emmène assister à un départ de traversée de la Manche.
À douze ans, il se passionne pour la photo animalière. Son père étant photographe pigiste pour des journaux, Stève lui emprunte ses appareils pour photographier les fleurs et surtout les animaux, des insectes mais aussi des phoques présents chez lui en Baie de Somme.
À quatorze ans, il participe à des courses de scooter lors du championnat de France et de la Typhoon Cup. Il attache depuis beaucoup d'importance à la méditation et au yoga,.
En 2000, alors qu'il se consacre aux courses de jet-ski, il fonde sa marque de vêtements.

### Débuts dans les sports mécaniques
Passionnés par la course automobile, son père et son frère Evens participent au Trophée Andros. Stève les suit le temps de deux courses lors de l'hiver 2002-2003 dans la catégorie Promotion. Lors de l'année 2003, il court le marathon du Luxembourg. Le 1er mars, il a un grave accident de jet-ski lors d'une compétition au Palais Omnisports de Paris Bercy. Il se fracture le bassin et doit rester immobilisé plusieurs mois.
Il s'engage pour une saison complète au Trophée Andros lors de l'hiver 2003-2004. Il s'adjuge dix courses sur douze et remporte la catégorie Promotion, ce qui lui donne accès à la catégorie Élite. Lors de la saison 2004-2005, il finit deuxième lors de l'étape à Super-Besse, derrière Alain Prost.
En 2005, alors qu'il a vingt-huit ans, il devient champion du monde de jet-ski.
En 2007, Stève court deux marathons, celui de Paris et celui de Dubaï. Il termine celui de Paris en 3 h 15 et celui de Dubaï en 3 h 18. Deux mois plus tard, il est invité en Malaisie pour l'Ironman de Langkawi,, qu'il achève en 13 h 33.
Stève Stievenart réalise aussi plusieurs sculptures géantes comme La diligence de Darwin réalisée avec une Ferrari coupée en deux.
Très investi dans l'action écologique, il crée la fondation Stop Plastic Pollution, une structure qui intervient dans des écoles à travers le monde. Elle est basée sur quatre axes : sensibilisation environnementale, arts plastiques avec les objets collectés, recherche scientifique et défi sportif.

### Nageur en eau libre
En 2016, à la suite d'une séparation douloureuse et de difficultés financières, il vit pendant un an dans un hangar. Il part en Angleterre, à Douvres, pour s'entraîner avec deux clubs de nage en eau libre. Il rencontre alors Kevin Murphy, auteur de trente-quatre traversées de la Manche. Ce dernier devient son entraîneur, son mentor et ami. Stève s'entraîne durant deux ans à Douvres.
Le 26 septembre 2018, Stève Stievenart réalise sa première traversée de la Manche de Douvres à Calais. Il réitère cette traversée fin octobre de la même année mais cette fois en relais. En août 2020, et alors qu'il a entre-temps parcouru en 2019 un tour de Manhattan, de nouveau traversé la Manche et fait un tour de l'île de Jersey, il réalise sa première traversée de la Manche en mode aller-retour (« two-way » en anglais). Il met 34 h 45. Il devient le vingtième homme au monde et le premier Français à réussir cette performance.
En juillet 2021, Stève, qui est désormais sponsorisé par Hellio, participe à un relais international (huit nageurs de huit nationalités différentes) dans les eaux glacées du lac Baïkal, en Sibérie.
Lors de l'été 2021, il réalise le double tour de l'île de Manhattan à la nage, épreuve dite des « 40 bridges » en référence au nombre de ponts rencontrés. Il traverse ensuite le Loch Ness, performance qu'il est le premier Français à réaliser. Enfin, il traverse le Canal du Nord entre l'Irlande du Nord et l'Écosse.
Le 11 novembre 2021, il réalise la traversée la plus tardive de la Manche (au sens de l'année civile). Il bat ainsi le précédent record établi un 3 novembre par Howard James.
En février 2022, le nageur de Wimereux réalise la traversée de l'île de Santa Catalina jusqu'à Los Angeles. Il boucle ainsi la « triple-couronne » des nageurs en eau libre, qui consiste à réussir les trois traversées suivantes : la Manche, le tour de l'île de Manhattan et Santa Catalina. En juin de cette même année, il se lance dans la traversée de Santa Catalina en aller-retour et réalise ainsi la « double triple-couronne », c'est-à-dire les trois épreuves de la « triple-couronne » chacune en mode aller-retour. Il est le premier nageur à signer cette performance.
En août 2022, il devient le premier Français à traverser le lac Tahoe en Californie. Trois semaines plus tard, il vient à bout du lac Memphremagog (lac à cheval entre les États-Unis et le Canada). Il devient le premier français à boucler le circuit de la Triple Couronne des Lacs des Monstres.
Stève Stievenart publie en mars 2023 une autobiographie intitulée « Stève le phoque », aux éditions Michel Lafon.
En juin 2023, il devient le premier nageur au monde à réussir le Three way de Catalina, en Californie (Catalina - Los Angeles / Los Angeles - Catalina / Catalina - Los Angeles), soit plus de 120 km en 51 heures 18 minutes et 3 secondes.
Deux mois plus tard, les 6 et 7 septembre, il traverse le lac Léman d'Est en Ouest en 35 h 38. En parcourant les 71,2 km de distance, il devient le premier français et le onzième nageur dans le monde à réussir la traversée en longueur.
Le 13 janvier 2024, Stève Stievenart traverse la Manche en relais avec quatre autres nageurs : les Irlandais Ger Kennedy et Vincent Donegan, et les Anglais Lee Johnson et John Myatt. L'équipe part de Douvres (Angleterre) et rallie le Cap Gris-Nez (68 km, 14 h 45) malgré le froid (2 à 3 degrés) et la température très fraîche de l'eau (entre 7 et 9 degrés). C'est une première mondiale en hiver.
Le 14 décembre 2024, Stève Stievenart est entré dans l'histoire de la nage en eau libre en devenant le premier nageur au monde à réussir l'Ice Sevens sur une année. L'Ice Sevens, c'est sept parcours de nage - un dans chaque continent -, un mile à chaque fois (1,6 km) et dans une eau comprise entre 0 et 5 degrés. Le Français a démarré son périple le 22 janvier dans le lac Tislit au Maroc, et à 2 119 m d'altitude (eau à 4,5 degrés). Le 10 août, il a enchaîné avec l'Australie dans le lac de Crackenback, au milieu des montagnes au sud de Sydney (eau à 3,2 degrés). Début octobre, il s'est envolé pour le Chili et le spot extrême de Portillo, un lac en altitude (2 870 m, eau à 3,5°), et pour quatre boucles de 400 mètres. Fin octobre, Stievenart a nagé son 4e Ice Mile au Svalbard, à Longyearbyen, au-dessus du cercle polaire, dans une eau à 3,2 degrés. Le 5e Ice Mile a été réalisé en Autriche et à 1 000 m d'altitude début novembre, 2 km dans une eau à 3 degrés et pendant 58 minutes. Pour le 6e, il a été le premier à s'exiler en Alaska pour 36 minutes dans une eau à... 0,7 degré. Et il a achevé son exploit au Japon, en décembre, à Mombetsu sur l'île d'Hokkaido. avec son 7e Ice Mile réalisé en 37 minutes et 32 secondes, et dans une eau à 2,6 degrés.

## Préparation physique
Depuis qu'il a commencé à se consacrer à la nage en eau libre, Stève Stievenart a pris l'habitude de s'entraîner en allant nager dans la mer à chaque marée haute, quelles que soient les conditions météo. Après l'entraînement, il s'enduit d'argile pour soulager ses muscles et sa peau. Pour s'acclimater au froid, il chauffe très peu sa maison, dort la fenêtre ouverte et prend sa douche dans son jardin.
Il a également adopté un régime alimentaire très particulier composé essentiellement de poissons gras (harengs, sardines, maquereaux et parfois anchois). Ce régime s'inspire de l'alimentation du phoque, d'où son surnom de « Stève le phoque », et lui permet de constituer des réserves de gras indispensables pour nager durant plusieurs heures dans des eaux froides.

## Performances
2018
- 26 septembre : Traversée de la Manche, 45 km, 20 h 55[17].

- 27 octobre : Traversée de la Manche en relais[3].

2019
- 2 juin : Tour de Manhattan[18] (New York, Etats-Unis) « Twenty Bridges », 7 h 20.

- 23 juillet : Traversée de la Manche, 42 km, 17 h 11.
- 16 septembre : Tour de Jersey (Angleterre), 11 h 11[19].

2020
- 11-12 août : Traversée de la Manche aller retour[20], 105 km, 34 h 45.

2021
- 12-13 juillet : Relais au lac Baïkal (Russie), 8 nageurs ont parcouru 72 km dans une eau entre 4 et 9 degrés (en se relayant toutes les 5 à 12 minutes)[7].
- 13-14 août : Double tour de Manhattan (New York, États-Unis), 93 km, 21 h 20[21].
- 26 août : Traversée du lac du Loch Ness (Écosse), 37 km, 14 h 40 (Triple Couronne des Monstres)[22].
- 15 septembre : Traversée du North Channel (Irlande du Nord - Écosse), 39 km, 14 h 40[23].
- 11 novembre : Traversée de la Manche la plus tardive de l'année civile, 16 h 47[24].

2022
- 2 février : Traversée Santa Catalina - Los Angeles (Californie, Etats-Unis), en 13 h 41[8].
- 16 juin : Traversée Santa Catalina en aller-retour[9] (Californie, Etats-Unis), en 28 h 45[9].
- 22 août : Traversée du lac Tahoe (Californie, Etats-Unis), 35 km, 15 h 46 (Triple Couronne des Monstres)[10].
- 12 septembre : Traversée du lac Memphremagog (Etats-Unis - Canada), 40 km, 18 h 22 (Triple Couronne des Monstres)[25].

2023
- 29 juin : Three-way de Catalina (triple traversée du segment Santa Catalina - Los Angeles), première mondiale, en 51 h 18[26].
- 7 septembre : traversée du lac Léman, 71,2 km en 35 h 58[13].

2024
- 13 janvier : traversée de la Manche en relais, avec quatre autres nageurs, une première mondiale en hiver, 68 km en 14 h 45[14].
- 14 décembre : réussite de l'Ice Sevens sur une année civile, il est le premier nageur au monde à réaliser cette performance [27]soit 7 Ice miles ( mile nagés dans une eau à moins de 5°) réalisés à différents endroits du globe . Lac Tilsit, Maroc, Afrique, ; Lac Crackenback, Australie, Océanie ; Ski Portillo, Chili, Amérique du Sud; Svalbard, Norvège ( Polar Ice Mile); Tirol, Autriche, Europe; Anchorage, Alaska, Amérique du Nord ( Ice Mile zéro); Mombetsu, Japon, Asie

2025
25 mars : détroit de Cook entre l’île du Sud et l’île du Nord de la Nouvelle-Zélande en 8h18, 1er Français 

## Média
En novembre 2023, il participe lors d'un reportage puis sur le plateau, à l'émission Les super-pouvoirs de l'océan — diffusée en prime-time sur France 2 — qui permet de collecter 1,2 million d'euros au profit de la préservation des océans.

## Publication
- Stève Stievenart et David Michel, Stève le phoque, Michel Lafon (ISBN 2749951518)